# Březno u Mladé Boleslavi
Březno ist eine im Bezirk Mladá Boleslav gelegene Gemeinde mit knapp tausend Einwohnern. Březno liegt etwa acht Kilometer östlich von Mladá Boleslav. Die erste schriftliche Erwähnung stammt aus dem Jahr 1255, die Ernennung zur Městys erfolgte am 11. März 2008.

## Ortsgliederung
Die Gemeinde besteht aus den Ortsteilen Březno und Dolánky. Das Gemeindegebiet gliedert sich in die Katastralbezirke Březno u Mladé Boleslavi und Dolánky. Grundsiedlungseinheiten sind Březno, Březno-u nádraží (= Březno Bahnhof) und Dolánky.